# Garamberzence
Garamberzence (szlovákul: Hronská Breznica, németül: Bresnitz) község Szlovákiában, a Besztercebányai kerületben, a Zólyomi járásban.

## Fekvése
Zólyomtól 10 km-re nyugatra, a Garam bal partján, a Jasenica-patak torkolatánál fekszik.
Keletről Osztroluka, délről Zólyomkecskés, délnyugatról Kövesmocsár, északnyugatról Bezeréte, északról Felsőbesenyő és (néhány méteres szakaszon) Zólyomternye, északkeletről pedig Zólyombúcs községekkel határos. Nyugati és északi határa a történelmi Bars és Zólyom vármegye határa volt.
Területe (9,5154 km²) nem változott számottevően a 20. század folyamán (1921-ben 9,49 km²).
Területén áthalad a Garam völgyében haladó R1-es autópálya és a Léva-Zólyom vasútvonal. A Garam-völgyi országútról itt ágazik el a Selmecbánya (26 km) felé vezető 51-es út.

## Története
A régészeti leletek tanúsága szerint i. e. 1900 és i. e. 800 között a bronzkorban a lausitzi kultúra népe élt ezen a vidéken. Ezt bizonyítja az itt megtalált bronz lándzsahegy is.
A mai települést 1424-ben „Brezenche” alakban említik először, amikor Luxemburgi Zsigmond magyar király más falvakkal együtt feleségének, Cillei Borbálának adja. A 16. századig Dobronya várának uradalmához tartozott, ezután Thurzó György, majd a besztercebányai Kamara tulajdona. A 18. századtól 1848-ig részben a saskői uradalom része, majd a besztercebányai püspökségé.
A 18. század végén Vályi András így ír róla: „BERZENTZE. Garam Berzentze. Tót falu Zólyom Vármegyében, lakosai katolikusok, fekszik Jálna falunak szomszédságában, mellynek filiája, Garam vizétöl nem meszsze, Ó Zólyomtól pedig egy jó mértföldnyire, határja meglehetős termékenységű, de földgyének két harmad része soványas, hegyes, és kősziklás, ’s nehezen miveltetik; de más javai nevezetesek, legelője elég, fája tűzre, és épűletre, vagyonnyainak eladására igen jó módgya Selmetzen, és Zólyomban, első Osztálybéli.”
1828-ban 30 házában 226 lakos élt, akik főként mezőgazdasággal és erdei munkákkal foglalkoztak.
Fényes Elek 1851-ben kiadott geográfiai szótárában így ír a faluról: „Garan-Berzencze, tót falu, Zólyom vgyében, Bars megye szélén: 29 kath., 197 evang. lak. Sovány, köves határ. F. u. a kamara. Ut. post. Bucsa.”
Garamberzence és Selmecbánya között épült meg Magyarország két első gőzüzemű, keskeny nyomtávú vasútvonalának egyike, az 1873-ban átadott, 1000 milliméteres nyomtávú Garamberzence–Selmecbánya-vasútvonal.
A trianoni diktátumig Zólyom vármegye Zólyomi járásához tartozott.

## Népessége
| Év:            | 1994. | 2004.    | 2014.   | 2024.   |
| -------------- | ----- | -------- | ------- | ------- |
| Emberek száma: | 258   | 286      | 261     | 251     |
| Eltérés:       |       | +10,85 % | -8,74 % | -3,83 % |

| Év:            | 2023. | 2024.   |
| -------------- | ----- | ------- |
| Emberek száma: | 244   | 251     |
| Eltérés:       |       | +2,86 % |

1880-ban 253 lakosából 234 szlovák és 1 magyar anyanyelvű volt.
1910-ben 283 lakosából 270 szlovák és 6 magyar anyanyelvű volt.
1930-ban 395 lakosa mind csehszlovák volt.
1970-ben 432 lakosából 430 szlovák és 1 magyar volt.
2001-ben 301 lakosából 287 szlovák és 2 magyar volt.
2011-ben 274 lakosából 233 szlovák és 1 magyar volt.
2021-ben 258 lakosából 3 magyar, 240 (+1) szlovák, (+5) cigány, 2 egyéb és 13 ismeretlen nemzetiségű volt.

## Neves személyek
- Itt született 1875. június 18-án Krenner Miklós újságíró, tanár, történész, az erdélyi nemzetiségi sajtó ismert publicistája.

## Nevezetességei
- Haranglába 1905-ben épült.
- Nepomuki Szent János szobra.

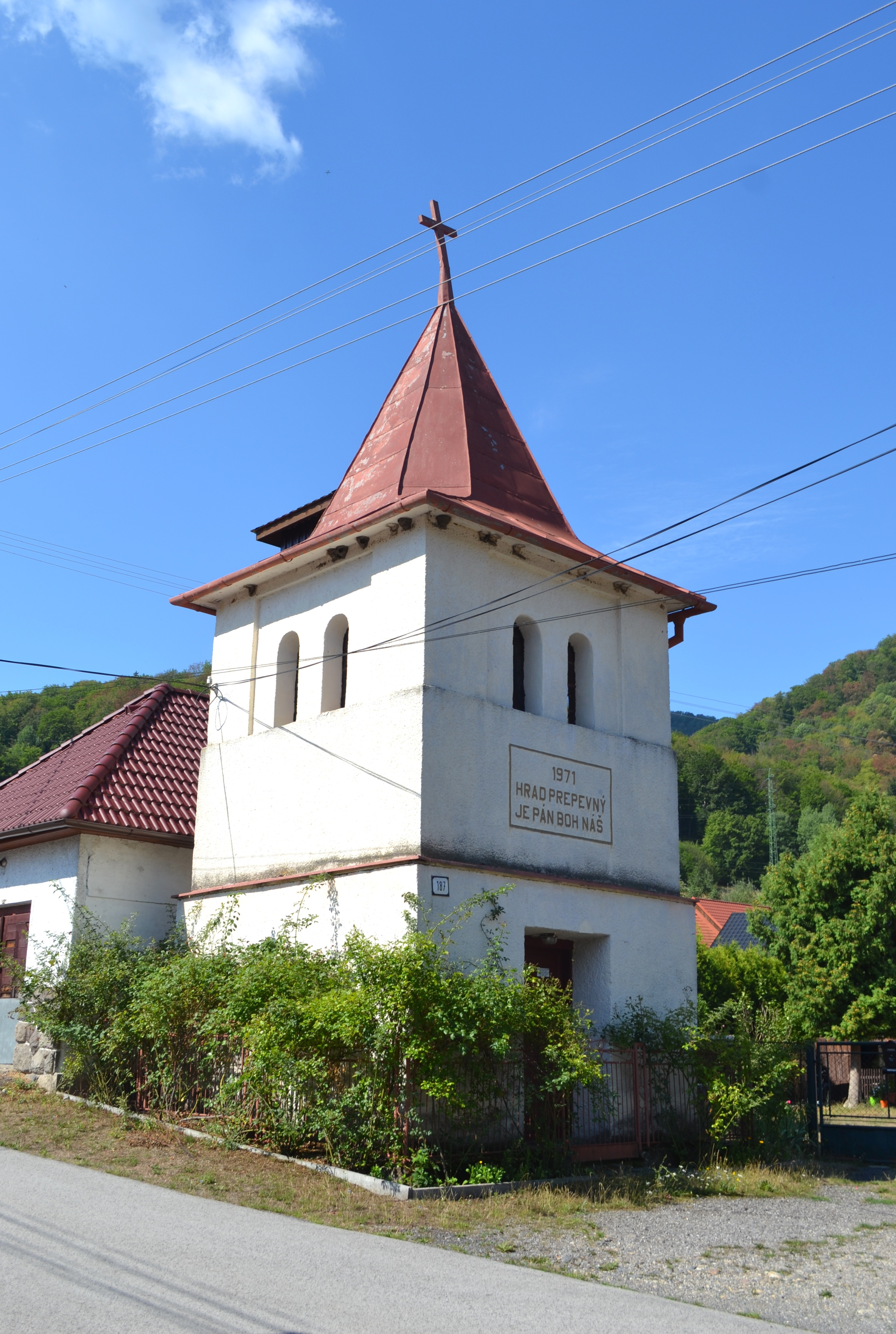
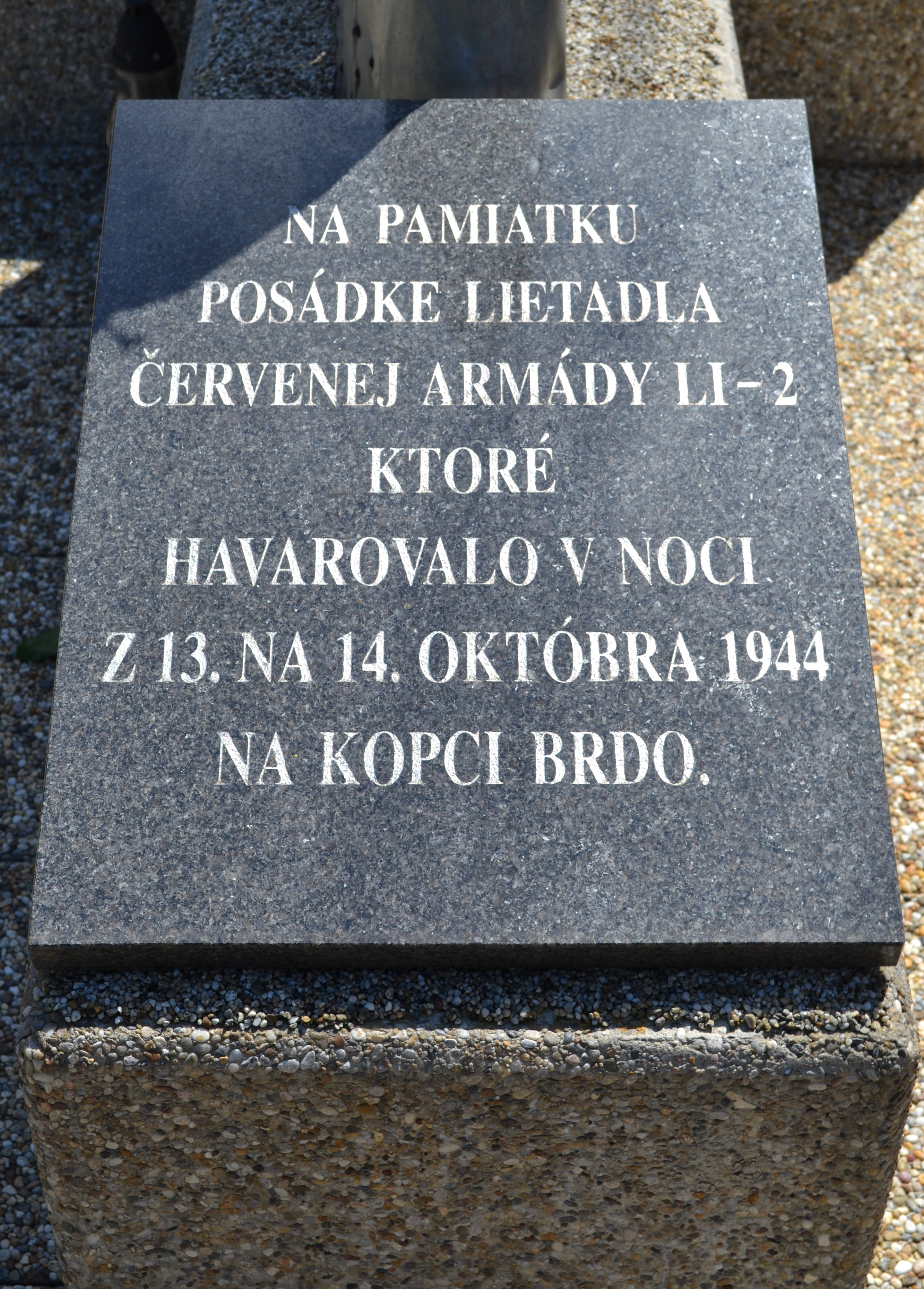
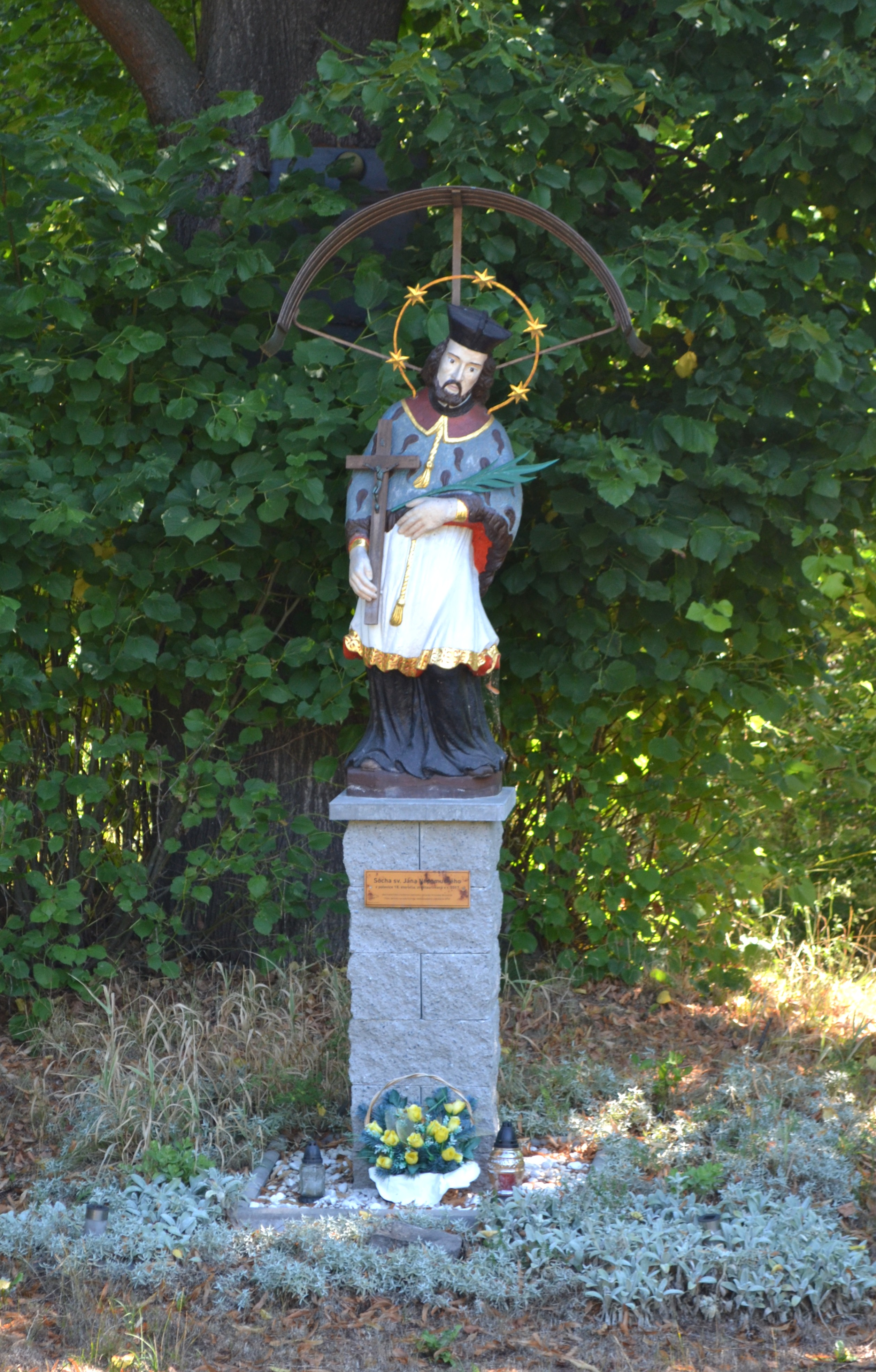
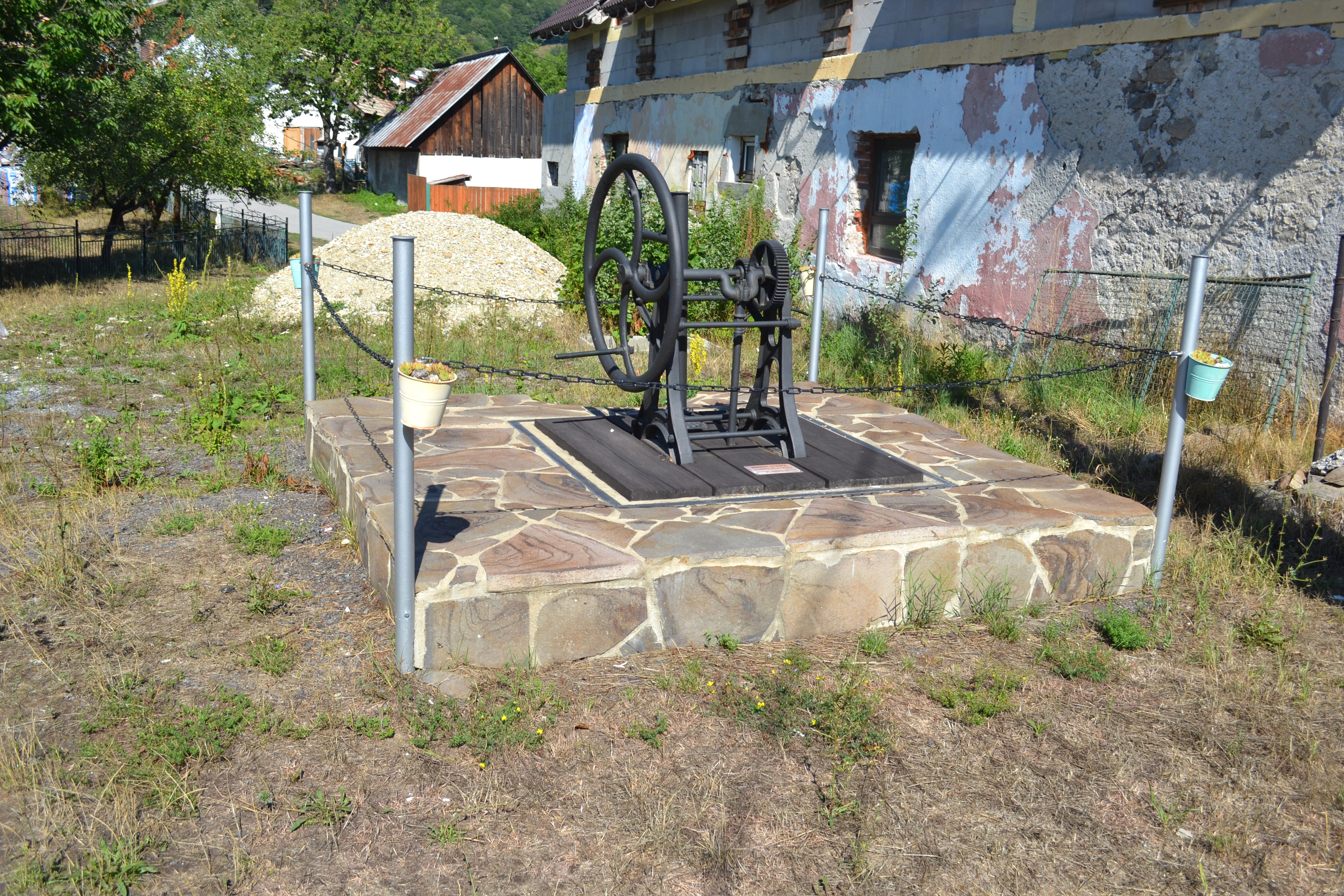

- A szlovák nemzeti felkelés áldozatainak és tizenkettő, 1919-ben elesett magyar katona emlékműve.

## Külső hivatkozások
- Községinfó
- Rövid ismertető
- E-obce.sk[halott link]
- Garamberzence a térképen